# Ласби

Местоположение Ласби

Ласби — статистически обособленная местность (тауншип) в округе Калверт (штат Мэриленд, США).

## Описание
Площадь — 9,5 км², в т.ч. 0,4 км² — вода. Численность населения по переписи 2000 года — 1 666 человек. Расовый состав:  72.15 % — белые, 24.73 % — темнокожие, 0.18 % — коренные американцы, 0.66 % — азиаты, 0.66 % — прочие расы, 1.62 % две и более рас. Доход на душу населения — $ 19932.
В Ласби расположена АЭС Калверт Клифс, офшорный терминал для жидкого природного газа Dominion Cove Point LNG. Многие местные жители работают на военной авиабазе Naval Air Station Patuxent River, авиабазе Эндрюс, Вашингтоне.
В городке снимался второй сезон российского сериала «Чернобыль. Зона отчуждения», действия которого происходят в альтернативной реальности после аварии на АЭС в 1986 году.

## Достопримечательности
- Маяк Cove Point Light (построен в 1828 году Джоном Донаху; в 1973 году включён в Национальный реестр исторических мест США);
- Парк штата Calvert Cliffs State Park (5.31 км²; категория МСОП V);
- Часовня Middleham Chapel епископальной церкви (построена в 1748 году; в 1975 году включён в Национальный реестр исторических мест США);
- исторический дом Morgan Hill Farm (построен около 1700 года; в 1976 году включён в Национальный реестр исторических мест США).